# Tele 5 (Pologne)
Tele 5 est une chaîne de télévision privée polonaise appartenant au groupe Polcast Television.

## Histoire
Lancée le 19 avril 2002, Tele 5 succède à la chaîne de télévision Super 1.

## Identité visuelle

### Logos

Ancien logo de Tele 5 de 2006 au 7 juillet 2012
Logo de Tele 5 depuis le 8 juillet 2012

## Programmes
Sa grille des programmes est essentiellement constituée de séries, de telenovelas, de documentaires, de magazines (sportifs ou de société) et de films (tout genre confondus). Tout comme sa « grande sœur » Polonia 1, ses émissions ne sont pas doublées au sens commun du terme : les dialogues sont « dits » par une seule personne et ne couvrent que partiellement les voix originales. 

## Diffusion
Tele 5 est disponible par satellite (en clair) et est reprise dans la numérotation du bouquet Cyfra +. Elle est également présente dans l'offre de base de plusieurs réseaux câblées polonais.